# Ґото Фуміо
Фуміо Ґото (яп. 後 藤 文 夫; 7 березня 1884 — 1 травня 1980) — японський політик і чиновник, нетривалий час займав пост прем'єр-міністра Японії в 1936 році.

## Біографія
Народився в префектурі Оіта, був випускником юридичного факультету Токійського університету в 1909 році. На початку своєї кар'єри в 1920-х роках він працював в міністерстві внутрішніх справ, а також був директором адміністрації в офісі генерал-губернатора Тайваню.
У 1930-і роки призначений на місце в Палаті перів в Парламенті Японії. Обіймав посаду міністра сільського, лісового і рибного господарства з 1932 по 1934 рік в кабінеті прем'єр-міністра Сайто Макото, а потім був міністром внутрішніх справ в кабінеті Кейсуке Окада.
Відразу ж після Інциденту 26 лютого, Ґото зайняв пост виконуючого обов'язки прем'єр — міністра в той час як прем'єр — міністр Окада переховувався від покушавшихся на його життя. Він був головою Асоціації допомоги трону в 1941—1943 роках, в кабінеті Тодзьо Хідекі зайняв пост державного міністра.
Заарештований американською окупаційною владою після капітуляції Японії, він містився в Сугамо в Токіо в очікуванні судового переслідування за військові злочини, але був звільнений в 1948 році без суду і слідства.
З квітня 1953 року по червень 1959 він був членом Палати Радників в післявоєнному Парламенті Японії.
Нагороджений орденом Вранішнього Сонця в листопаді 1971 року.